# Йосиф
Йосиф (роки та місце народження і смерті невідомі) — український гравер.
У 1734—1742 рр. працював у друкарні отців Василіян Почаївського монастиря.
Дереворити Йосифа вміщені у книгах «Служебник» (1734—1735 рр., 1755 р.), «Мінея-річка», «Псалтир» (обидві — 1737 р.). Виконав гравюри чудотворного образу Божої Матері Почаївської, що надруковані на звороті титульної сторінки.